# Révolte de Cheikh Saïd
La révolte de Cheikh Saïd (en kurde : Serhildana Şêx Seîdê Pîranî, en turc : Şeyh Said İsyanı, en anglais : Sheikh Said rebellion) ou incident de Genç (en turc : Genç Hâdisesi) a été une révolte (ou rébellion) kurde en 1925 visant à raviver le califat islamique et le sultanat, à la suite de la proclamation de la République le 29 octobre 1923 par Mustafa Kemal Atatürk. Elle a utilisé des éléments du nationalisme kurde pour recruter. Elle était dirigée par Cheikh Saïd (en anglais : Sheikh Said) et un groupe d'anciens soldats ottomans également connus sous le nom de Hamidiés. La révolte a été menée par deux sous-groupes kurdes, les Zazas et les Kurmandjis.

## Opposition au kémalisme
Le nouveau gouvernement d'Ankara, dirigé par Mustafa Kemal Atatürk, avait proclamé la république et aboli le sultanat en septembre 1922 puis le califat, dernière attribution religieuse de l'ancien sultan, en mars 1924. La politique nationaliste et laïque menée par Atatürk, remet en cause le statut des religieux (cheikh, agha) vis-à-vis de la société civile tout en interdisant les écoles kurdes et l'usage de la langue kurde. En outre, le gouvernement distribue aux anciens soldats turcs des terres confisquées après la déportation des Arméniens ou ayant appartenu à des chefs kurdes exilés. La réorganisation administrative, avec l'abolition des vilayets, confie le pouvoir local à des nouveaux fonctionnaires généralement impopulaires. L'abolition du califat est inacceptable pour la population qui reste très religieuse.

## La rébellion
On désigne souvent la rébellion que Cheikh Saïd a menée comme une rébellion nationaliste kurde. Cependant, même si la rébellion avait effectivement des raisons nationalistes, elle est avant tout religieuse. Les Kurdes menés par le Cheikh Saïd s'opposent à la suppression du statut de califat qu'a mise en œuvre le gouvernement kémaliste. Dans les affiches du mouvement on peut lire, « À bas la République ! Vive le Sultan-Calife ! ». Il soutient ouvertement l'ancien régime du Sultan — lequel avait, il faut le noter, signé le traité de Sèvres qui garantissait l'autonomie kurde — contre la République. La révolte est soutenue par des sociétés secrètes islamiques et de grands journaux. 
La planification de la rébellion commence dès la proclamation par le gouvernement d'Ankara de l'abolition du califat. Cheikh Saïd, avec l’appui de plusieurs chefs de tribus kurdes de confession sunnite (les Kurdes alévis étant indifférents au statut du calife), se prépare à renverser le gouvernement infidèle d'Ankara. Il lance un appel à l'ensemble des musulmans de Turquie à se joindre à la rébellion. Cheikh Saïd parcourt avec ses fidèles la région de Harpout et de Diyarbakır pour tenter de persuader les populations zazas de la nécessité d'abattre la République kémaliste.  
En novembre 1924, Cheikh Saïd traverse la ville de Diyarbakır avec une centaine de cavaliers et développe sa propagande dans la région sans éveiller les soupçons. Cependant, le mouvement, populaire dans les campagnes, n'arrive pas à entraîner les notables des villes : plusieurs d'entre eux se sont ralliés au Parti républicain du peuple et siègent dans les nouvelles institutions, y compris à la Grande Assemblée nationale. 
Au début de 1925, Cheikh Saïd peut rassembler au moins 10 000 hommes. La rébellion éclate brutalement le 13 février 1925 lorsqu'une unité de la gendarmerie turque tente d’arrêter les partisans de Cheikh Saïd. Un échange de coups de feu éclate et 2 soldats sont tués. Le commandement de Diyarbakır envoie 5 bataillons qui sont pratiquement anéantis par les rebelles. Le 24 février, l'état de siège est proclamé à Diyarbakır, Elâzığ et Urfa. Les autorités font arrêter plusieurs personnalités kurdes. La région au nord de Diyarbakır, avec Ergani, Palu, Piran et Elâzığ, est bientôt conquise par les rebelles. D'après un journal turc, des détachements de soldats et gendarmes kurdes se joignent aux insurgés. Le 4 mars, les rebelles se rassemblent devant la ville de Diyarbakır avec 6 000 à 8 000 hommes. La garnison, quelques centaines d'hommes disposant de 20 canons et de solides remparts, résiste. Dans la nuit du 7 au 8, les insurgés donnent l'assaut à deux reprises mais sont repoussés : un détachement qui avait pu entrer dans la ville est exterminé. L'annonce de l'arrivée de renforts turcs oblige Cheikh Saïd à lever le siège. 
Au milieu de mars, toute la région à l'ouest du lac de Van est aux mains des insurgés. La rébellion s’étend rapidement et à la fin du mois de mars, les insurgés contrôlent 14 départements du sud-est de la Turquie. Les insurgés attaquent Mardin et Malatya.

## La répression
L'avance des insurgés est facilitée par le manque de réactivité initiale du gouvernement kémaliste. Le chef du gouvernement, Ali Fethi Okyar, rechigne à utiliser la force contre la rébellion. Il est déposé et remplacé le 9 mars par İsmet İnönü. Kemalettin Sami Gökçen (tr), ambassadeur en Allemagne et un des meilleurs généraux turcs, est rappelé pour commander la répression. Le gouvernement rassemble 20 000 à 25 000 soldats et, le 1er mars, obtient un accord avec la France, puissance mandataire de Syrie, pour faire passer ses troupes par le chemin de fer d'Alep à Bagdad. 
Le 3 mars, le nouveau gouvernement fait voter par le parlement turc la loi sur le maintien de l'ordre donnant des pouvoirs judiciaires et législatifs à l’exécutif pour réprimer la révolte. L'armée turque est mobilisée en force et envoyée dans la région du Kurdistan : 90 000 hommes (dont 52 000 gendarmes), soit 9 divisions, appuyés par 100 avions de la toute récente Armée de l'air turque. 
Les consignes sont très dures : « On rasera les villages en territoire insurgé. Pas de quartier pour les rebelles et leur famille. L'exemple sera terrible, pour qu'on s'en souvienne dans tout le pays ! ».
La rébellion est matée dans le sang au bout de 2 mois et demi et aboutit à la mort de près de 300 000 civils. Le 27 avril, Cheikh Said est arrêté. Les tribunaux dits d'indépendance et les cours martiales créées par la loi du 3 mars exécutent ou emprisonnent tous les Kurdes reconnus coupables d'« atteinte à la sûreté intérieure de l'État ». 
La répression atteint des personnalités kurdes dont certaines n'avaient probablement aucun rapport avec la rébellion comme Cheikh Abdelkader, fils de Cheikh Ubeydullah, et plusieurs notables kurdes de Bitlis et de Diyarbakır. Les seuls personnages importants dont l'appartenance au mouvement soit certaine sont Cibranli Halit Bey et le colonel Nevress.
Le 29 juin 1925, Cheikh Saïd et 52 de ses partisans sont pendus à Diyarbakir à la suite du jugement rendu par le tribunal de la Liberté. Le Cheikh, lors du procès devant la cour, déclarera : « la séparation de la religion et des affaires de l'État ne peut pas être considérée comme licite. Il faut se conformer à la charia dans tous les domaines ». 
Le caractère prématuré de la révolte (La rébellion éclate dès les premiers affrontements avec la gendarmerie turque), le manque de solidarité inter kurde (une partie des tribus kurdes alévis refusent de rejoindre Cheikh Said), l'absence de discipline entre les insurgés (attaques peu coordonnées et dispersées contre les forces gouvernementales), le désintérêt des populations turques sédentarisées sur les buts de la révolte (défense d'une nation kurde et du califat) et enfin la mobilisation massive, bien que tardive (les deux tiers de l'armée sont mobilisés) de l'armée turque aboutit à l'échec du soulèvement.

## Conséquences
La révolte de Cheikh Saïd reste de loin la révolte la plus importante au point de vue de l'ampleur, de l'utilisation de la religion et de ses conséquences sur le pays. Elle a représenté la plus grave menace à laquelle dut faire face la toute jeune république turque, dont l’existence n'avait pas deux ans.
Officiellement, la rébellion est terminée fin avril 1925. Cependant, des soulèvements locaux causés par l'abolition des tekke soufis se poursuivent dans les années suivantes. Par ailleurs, plusieurs milliers de réfugiés kurdes, ainsi que des chrétiens assyriens de Goyanie et de Şırnak, se réfugient en Irak sous tutelle britannique.
La révolte convainc les autorités kémalistes d'accélérer le processus d'assimilation culturelle de la population kurde à la Turquie. Des milliers de personnes qui ont soutenu la rébellion, sont déportées à l'intérieur du pays. Des dizaines de villages kurdes sont détruits et une turquification de l'histoire, des patronymes, de la langue et des noms des villes est entreprise.
Aujourd'hui, Cheikh Saïd jouit d'un certain prestige auprès des Kurdes. Son petit-fils, Abdulmelik Firat est le chef du parti HAKPAR, un parti politique qui réclame l'autonomie du Kurdistan au sein de la Turquie.